# Caryosporaceae
Caryosporaceae is een familie van de  Ascomyceten. Het typegeslacht is Caryospora.

## Geslachten
Volgens Index Fungorum bestaat de familie uit de volgende geslachten:
- Caryospora